# Molí de la Ginebrosa
El Molí de la Ginebrosa és una obra de Lladurs (Solsonès) inclosa a l'Inventari del Patrimoni Arquitectònic de Catalunya.

## Descripció
Molí fariner i llimpia de gra. També produïa electricitat. Fi funcionament 1960